# Flavius Felix
Flavius Felix (380 - 430) est un homme politique de l'Empire romain d'Occident, nommé consul en 428 et tué en 430 sur ordre de Flavius Aetius.
Il nous est principalement connu par le diptyque en ivoire qu'il fit exécuter à l'occasion de sa nomination comme consul, en 428, et qui est le plus ancien connu à ce jour : intact jusqu'à la Révolution française, le panneau droit a disparu depuis. 

## Biographie
Flavius Félix servit sous les règnes de Valentinien III et de Théodose II. De 425 (année où il fut élevé au rang éminent de patricius) à 429, il exerça les fonctions de magister utriusque militæ, chargé de la défense de l'Italie. Son action à ce poste n'est connue que par quelques lignes de la Notitia Dignitatum : de ce point de vue, ses généraux Boniface et Flavius Aetius sont beaucoup plus célèbres. En 426, il ordonna l'exécution de l'évêque d'Arles, Patrocle, et de Titus, doyen de l'église de Rome. L'année suivante, il dut combattre la rébellion de son général Boniface en Afrique, mais l'armée qu'il dépêcha pour l'occasion fut défaite.
Nommé consul d'occident en 428, il fut assassiné au mois de mai 430 avec sa femme Padusia et le doyen Grunnitus dans la Basilica Ursiana de Ravenne, pour des raisons qui demeurent obscures : l'historien Priscus avance à ce sujet que Félix complotait contre son rival Ætius avec l'appui de la mère de l'empereur, Galla Placidia, et qu'Ætius le prit de vitesse.
Selon une étude récente de sa généalogie, il serait l'un des ancêtres du consul Felix (en poste en 511), et le fils d'Ennodius. Il pourrait avoir été gendre d'Agricola (consul en 421), père de l'empereur Avit ; et donc le père de Magnus, consul en 460, et de Felix Ennodius, proconsul d'Afrique vers 420.